# ترگو مورش
شهر ترگو مورش (به رومانیایی: Târgu Mureş)(به مجاری: Marosvásárhely)(به آلمانی: Neumarkt am Mieresch) در شهرستان مورش در کشور رومانی واقع شده‌است. جمعیت این شهر ۱۴۹٬۵۷۷ نفر  است. در ارتفاع ۳۳۰ متر از سطح دریا واقع شده‌است.

## نگارخانه

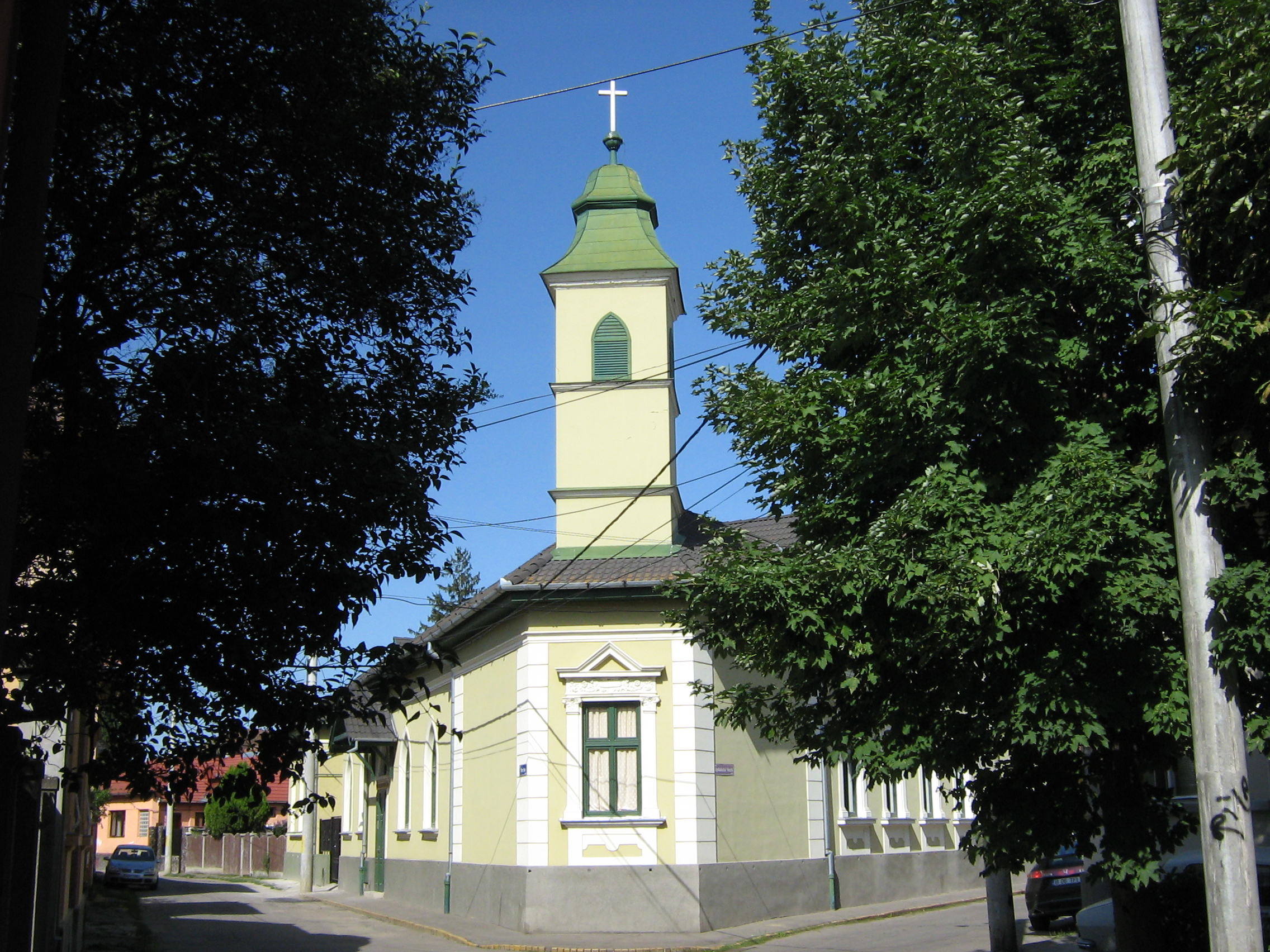
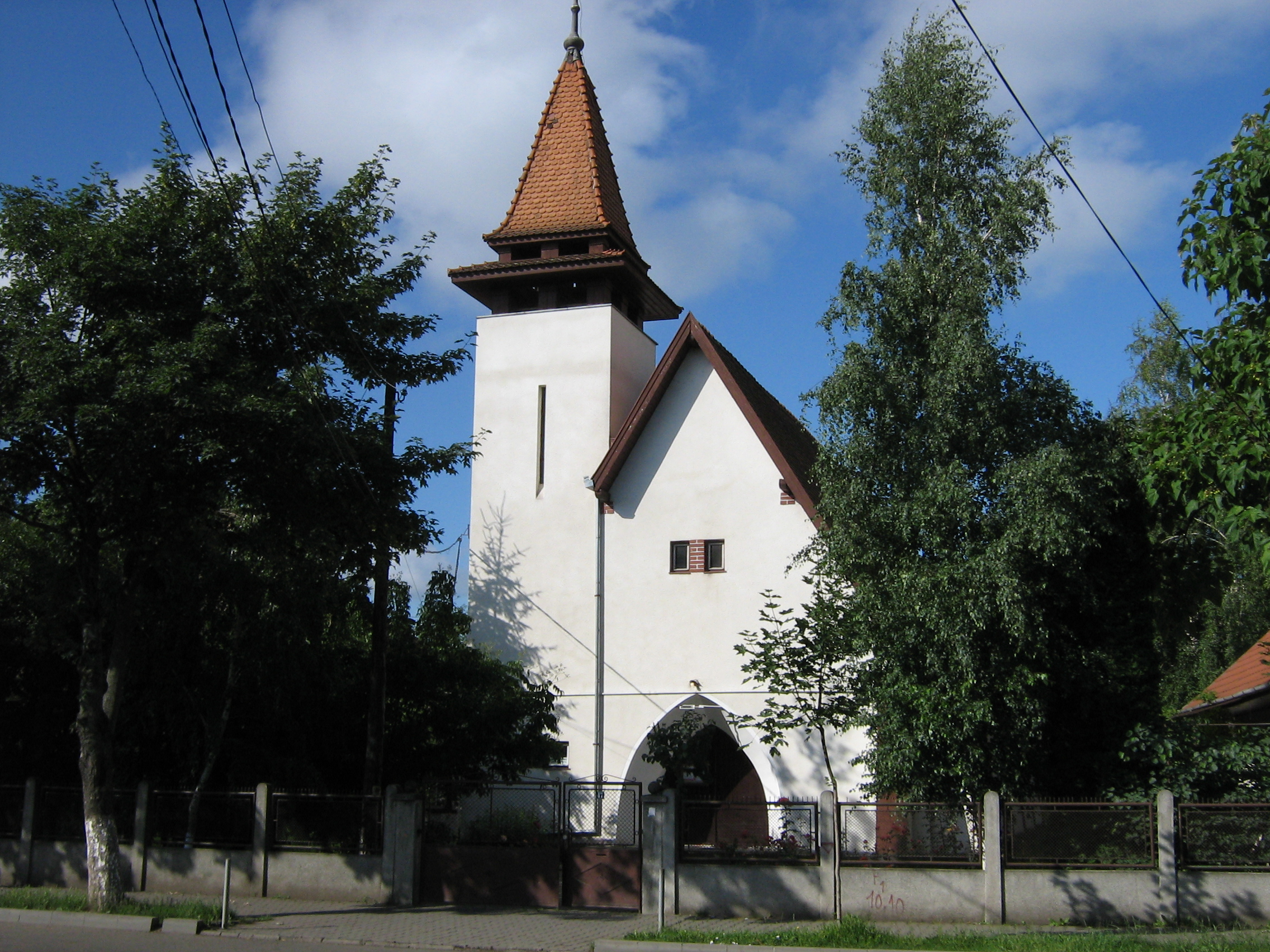

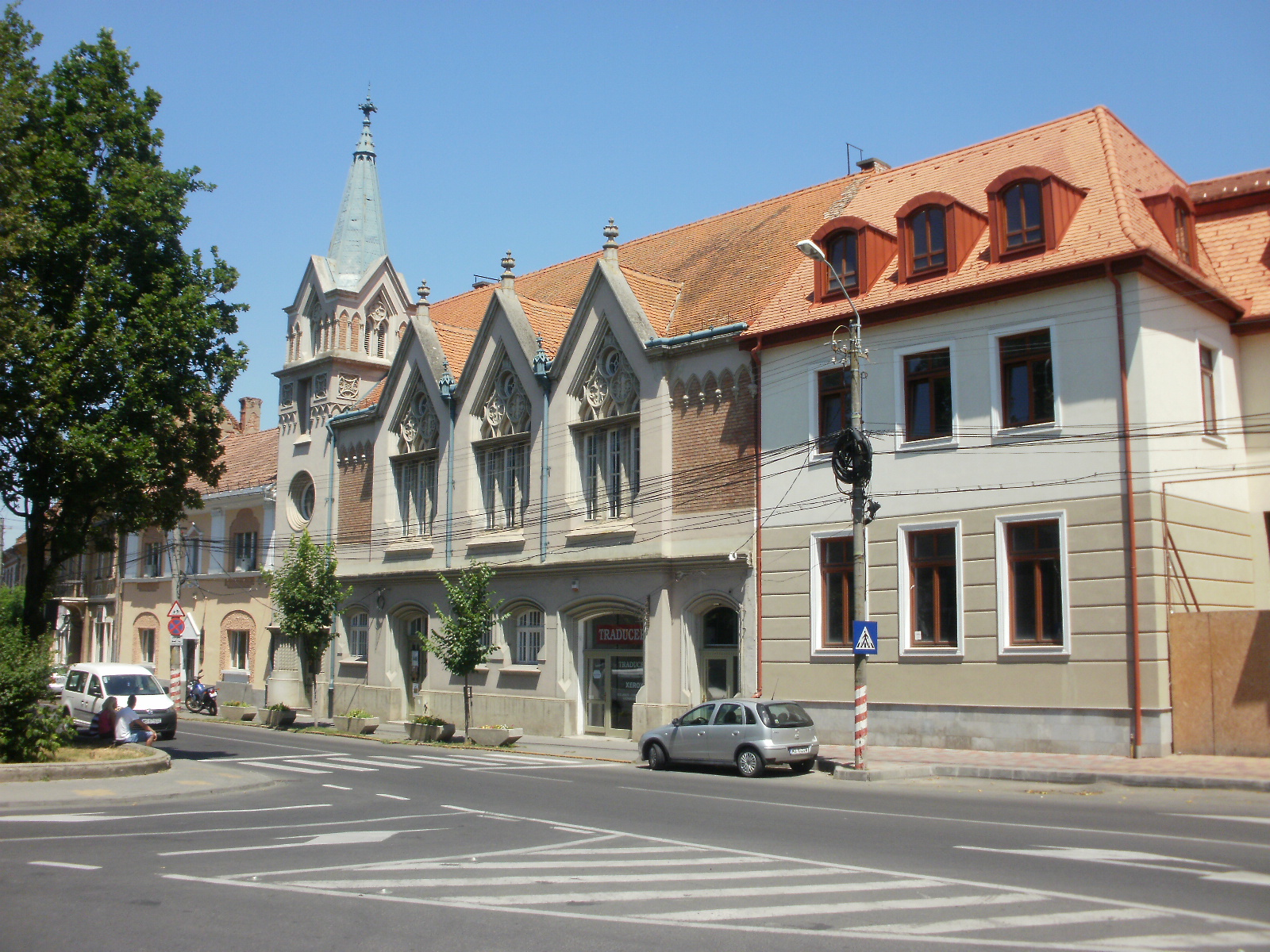